# (7186) Tomioka
(7186) Tomioka est un astéroïde de la ceinture principale.

## Description
(7186) Tomioka est un astéroïde de la ceinture principale. Il fut découvert le 26 décembre 1991 à Kitami par Kin Endate et Kazuro Watanabe. Il présente une orbite caractérisée par un demi-grand axe de 2,38 UA, une excentricité de 0,14 et une inclinaison de 9,3° par rapport à l'écliptique.

## Compléments